# أتومتر
أتومتر (attometre حسب تهجئة المكتب الدولي للأوزان والمقاييس) وحدة لقياس الأطوال في النظام المتري، تقدر ب10−18 وحدة طول أي متر.